# (467237) 2016 ED166
(467237) 2016 ED166 es un asteroide perteneciente al cinturón de asteroides, descubierto el 2 de octubre de 2010 por el equipo Spacewatch desde el Observatorio Nacional de Kitt Peak (Arizona, Estados Unidos).